# Salvador Imperatore
Salvador Imperatore Marcone (Chile, 3 de noviembre de 1950) es un exárbitro profesional internacional de fútbol FIFA. Además de ser ingeniero civil Químico de la Universidad de Chile, Profesor de la Carrera de Árbitro Profesional de Fútbol en el Instituto Nacional del Fútbol INAF y Director de Operaciones del Comité de Árbitros de la Asociación Nacional de Fútbol Profesional (ANFP). Fue galardonado como mejor árbitro de Chile el año 1995. Representó a Chile en importantes partidos en el mundial femenino en China 1991, arbitró en el mundial Sub 17 en Japón 1993, la final de la Copa América el 1994, y arbitró en Arabia Saudita 1995. En su desempeño como réferi se recuerda polémico penal cobrado en favor de la Universidad de Chile en la última fecha del Campeonato Nacional de 1994 contra Cobresal, el cual fue ejecutado por Patricio Mardones y que le valió el empate (resultado suficiente para consagrarse campeones después de 25 años) para el cuadro azul luego de ir perdiendo 1-0 con gol de Adolfo Ovalle.

## Labor profesional
Salvador Imperatore, ha dirigido partidos a nivel nacional e internacional como la Copa Libertadores de América.
- Datos: Q2411074